# Estació de Cabrera de Mar - Vilassar de Mar
Cabrera de Mar - Vilassar de Mar és una estació de ferrocarril propietat d'adif situada al nucli de població del Pla de l'Avellà, al municipi de Vilassar de Mar, a la comarca del Maresme, molt a prop del límit amb Cabrera de Mar. L'estació es troba a la línia Barcelona-Mataró-Maçanet per on circulen trens de les línies de rodalia R1 i RG1 de Rodalies de Catalunya operades per Renfe Operadora.

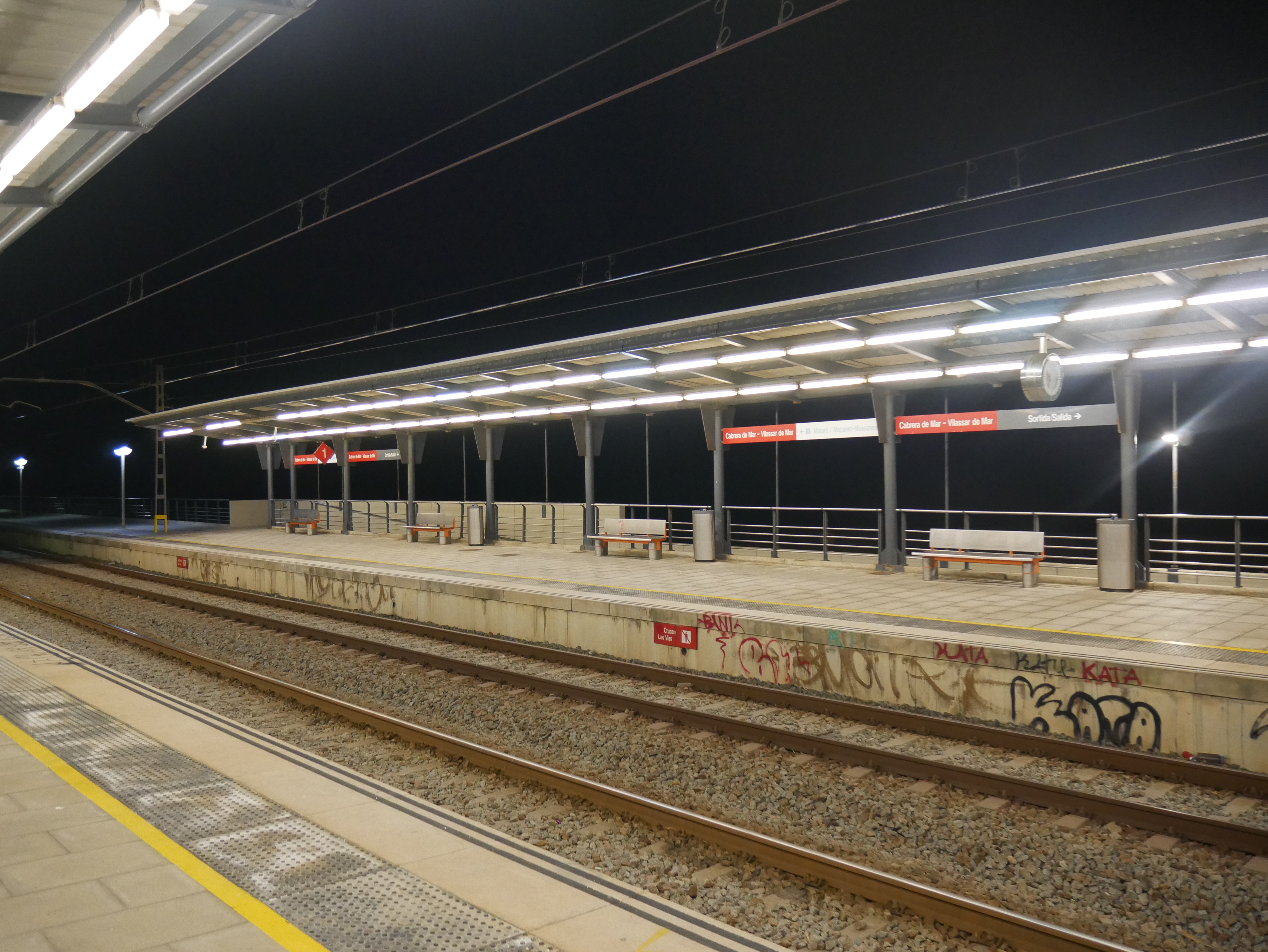
L'estació de nit

Aquesta estació de la línia de Mataró va entrar en servei el 22 d'abril del 2003, tot i que la línia es va inaugurar el 28 d'octubre de 1848 quan es va obrir el ferrocarril de Barcelona a Mataró, la primera línia de ferrocarril de la península Ibèrica. A Barcelona es va construir la terminal entre la Barceloneta i la Ciutadella, a la vora del Torín a l'inici de la desapareguda avinguda del Cementiri, que posteriorment seria substituïda per l'Estació de les Rodalies. La iniciativa de la construcció del ferrocarril havia estat de Miquel Biada i Bunyol per dur a terme les múltiples relacions comercials que s'establien entre Mataró i Barcelona.
L'any 2016 va registrar l'entrada de 701.000 passatgers.

## Serveis ferroviaris
| Procedència/Destinació                  | <               | Línia | >      | Procedència/Destinació                               |
| --------------------------------------- | --------------- | ----- | ------ | ---------------------------------------------------- |
| Rodalia de Barcelona                    |                 |       |        |                                                      |
| Molins de Rei L'Hospitalet de Llobregat | Vilassar de Mar |       | Mataró | Mataró Arenys de Mar Calella Blanes Maçanet-Massanes |
| Rodalia de Girona                       |                 |       |        |                                                      |
| L'Hospitalet de Llobregat               | Vilassar de Mar |       | Mataró | Figueres Portbou                                     |